# Озёрки (Илекский район)
Озёрки — село в Илекском районе Оренбургской области. Село образует Озёрский сельсовет.

## География
Село расположено в 60 километрах на юго-восток от районного центра, на правом берегу реки Илек, являющейся государственной границей между Россией и Казахстаном.

## Рельеф
Рельеф прилегающей местности очень плоский. Перепад высот мал — от 69 метров над уровнем моря (урез воды в реке Илек у села) до 80 метров (в самой высокой части села). В радиусе 10 километров от Озерков нет абсолютных отметок рельефа выше 107 метров над уровнем моря.

## Климат
Климат отличается континентальностью, дефицитом осадков и неравномерностью их выпадения. Продолжительность сезонов следующая:
- Зима (среднесуточная температура ниже 0°С) — 120 дней
- Весна (среднесуточная температура от 0°С до +15°С) — 64 дня
- Лето (среднесуточная температура выше +15°С) — 117 дней
- Осень (среднесуточная температура от +15°С до 0°С) — 64 дня.

Количество солнечного сияния велико и составляет в среднем 2300 часов в год с максимумом в июне около 350 часов.
- Среднемесячная температура января −14,8°С, июля 22,3°С.
- Среднегодовая температура +4,5°С.
- Сумма атмосферных осадков за год составляет — около 300 мм с максимумом в июле и минимумом в феврале.

Снежный покров устанавливается в третьей декаде ноября и залегает в среднем 130 дней до конца марта. Максимальной мощности он достигает в конце февраля — до 25 см.
Особенностью летнего периода в селе являются т. н. песчаные бураны — когда ветер поднимает песок и пыль в воздух и несет их с большой скоростью.
Агроклиматические показатели:
- вегетационный период (среднесуточная температура выше +5°С) — 180 дней,
- безморозный период — 145 дней (самый продолжительный в Оренбуржье),
- сумма активных температур 2760°С,
- сумма осадков за период с активными температурами (май — сентябрь) — 150,
- гидротермический коэффициент увлажнения Селянинова — 0,54,
- среднее число дней с суховеями всех типов — 41.

## Гидрология
В связи с засушливостью климата гидрологическая сеть развита слабо. Модуль стока — 1,5 литра в секунду с квадратного километра.
По южной окраине села протекает крупнейший левый приток Урала — река Илек. Ширина реки в данном месте достигает 30 м. В пределах села в Илек впадает небольшая речка — Малая Песчанка, которая летом обычно пересыхает. В непосредственной близости от села озёр-стариц нет.

## Почвы
На территории самого села почвенный покров отсутствует, имеется только песок. На прилегающих полях развиты чернозёмы южные на песчаной почвообразующей породе. В пойме Илека распространены аллювиальные почвы.

## Растительность
Село находится в зоне южной типчаково-ковыльной степи, однако все пригодные для сельскохозяйственной деятельности площади распаханы. Лес представлен лишь посадками (преимущественно клён ясенелистный, берёза) и пойменными лесами вдоль Илека где произрастают тополь чёрный, ольха серая, дуб черешчатый, береза, а в подлеске — крушина ломкая, тёрн колючий, шиповник.

## Топоним
Происхождения топонима Озерки Ш. А. Буркеев связывает с наличием озёр весной и во время сильных дождей.

## История
29 августа 1810 года Государственный совет утвердил проект об обустройстве новой солевозной дороги из Илецкой защиты в Самару через крепости Илек и Рассыпная, для охраны которой от грабежей, необходимо создать Новоилецкую линию. 19 апреля 1811 года губернатор Г. С. Волконский уведомил Военного министра Барклая-де-Толли о распоряжении о наряде для обережения Новоилецкой линии. 23 сентября Волконский предписал генерал-майору Гертценбергу осмотреть, в каком положении находятся расположенные по Новоилецкой линии войска, имеют какое пристанище. Гертценберг донёс: «… от Илецкой защиты в 30-ти верстах Изобильный, далее от него в 27-ми верстах Новоилецкий, ещё далее в 27-ми верстах Озёрный, … . При всех форпостах вроде укрепления сделаны рвы с насыпью а для иррегулярных войск построены из хвороста сараи, покрытые корою, как и конюшни для лошадей. И всё это на первый случай довольно изрядно, Для зимнего времени при всяком форпосте устроено по двенадцать землянок в надлежащем порядке…»
Село было основано татарами в 1810-е годы (по другим источникам в 1819 году). Первая мечеть и медресе при ней появились в XIX веке, в начале XX века была возведена вторая мечеть. Первая школа была открыта в 1897 году, после установления советской власти была организована новая школа. В 1930 году был создан колхоз, в 1934 году он был назван именем С. М. Кирова, в 1943 году его возглавил У. К. Хисамутдинов. Во второй половине XX века были построены здания школы, детского сада, дома культуры, магазинов. До начала 1990-х годов экономическая и культурная жизнь села была очень насыщенной. В колхозе получали высокие урожаи зерновых, разводили коров, лошадей, верблюдов.

## Известные уроженцы
- Альфит Асхатович Шарипов — председатель ДУМ Оренбургской области, директор Медресе «Хусаиния», главный имам-хатыб Центральной соборной мечети Оренбурга[3].

## Население
| 2010 | 2012 | 2013 | 2014 | 2015 | 2016 | 2017 |
| ---- | ---- | ---- | ---- | ---- | ---- | ---- |
| 1007 | ↘984 | ↘979 | ↘973 | ↘952 | ↘920 | →920 |
| 2018 | 2019 | 2020 | 2021 |      |      |      |
| ↘916 | ↘884 | ↗887 | ↘871 |      |      |      |

По национальному составу преобладают татары (около 90 %), кроме того проживают казахи и русские.

## Инфраструктура
Село находится в экономическом развитие за счёт бахчевых культур. Было развито коллективное сельское хозяйство, есть личное подсобное хозяйство.

## Транспорт
Доступен автотранспортом.